# Nujno Stare
Nujno Stare (ukr. Нуйно-Старе, ros. Нуйно-Старое) – przystanek kolejowy w miejscowości Nujno, w rejonie koszyrskim, w obwodzie wołyńskim, na Ukrainie.